# 米海尔三世
米海尔三世（希臘語：Μιχαήλ ὁ Μέθυσος，羅馬化：Michael ho Methysos，840年1月9日—867年9月23日）是一名拜占庭帝国皇帝（842年—867年在位）。他是米海尔二世的孙子，皇帝塞奥菲鲁斯之子。
米海尔三世曾击退阿拉伯人的进攻。后被其亲信巴西尔一世杀害，后者随后建立了马其顿王朝。

## 生平
米海尔是塞奥菲鲁斯和狄奥多拉皇后的幼子。840年他出生时就被他父亲加冕为共治皇帝，842年1月20日他才两岁的时候他父亲去世，他成为独一的皇帝。
他年幼的时候他母亲、叔叔和大臣狄奥克提斯托斯掌权。在神学方面，米海尔的母亲狄奥多拉皇后是属于赞成使用圣像，相信圣像有神力的一派的，因此843年她放逐了君士坦丁堡牧首約翰七世，让同是圣像派的美多迪烏斯一世取而代之。虽然在这段时间里拜占庭内部得以稳定，但是在其边境上却战事连绵。阿拉伯阿拔斯王朝在克里特、潘菲利亚和叙利亚三次击败拜占庭。853年一支85条战舰组成的拜占庭舰队对阿拉伯舰队获得了胜利。在这个时候拜占庭共有三支舰队，约300条战舰活动在爱琴海和叙利亚海岸。除此之外拜占庭政府把东部边境的保羅派迁徙到色雷斯，并组织军队镇压伯罗奔尼撒的奴隶起义。
米海尔成年后他周围的廷臣们开始互相争斗对他的影响。米海尔越来越亲信他的舅舅巴尔达斯，并封他为恺撒，默许他于855年暗杀狄奥克提斯托斯。856年3月15日米海尔三世在巴尔达斯的支持下推翻了摄政，857年他把自己的母亲和姐姐们放逐到修道院内。
855年到856年在拜占庭和保加利亚之间开始发生冲突。拜占庭试图重新获得它对色雷斯部分地区的控制，包括普罗夫迪夫和黑海布尔加斯湾的海港。米海尔三世和巴尔达斯亲自率兵，他们的出征很成功，占领了一系列城市。不过他们这次出征机会很好，因为保加利亚人此时同时与路易二世带领的法兰克人和克羅埃西亞人在作战。
巴尔达斯引入了一系列改革，而米海尔三世则从856年至863年带领军队对阿拔斯王朝和它在东部战线上的附庸国作战。857年他派一支五万人的军队进攻馬拉蒂亞的埃米爾。859年他亲自指挥了对撒摩撒他的围攻。860年他在反攻基辅罗斯对君士坦丁堡的攻势中被迫撤退。同年他被哈里发穆塔瓦基勒击败。但是863年他的另一个叔叔击败了馬拉蒂亞埃米尔带领的阿拉伯人。埃米尔阵亡。
在巴尔达斯和牧首佛提烏一世的影响下米海尔三世重建被毁的城市和结构，重新开设被关闭的修道院，并重新组织了帝国大学。佛提烏本来只是米海尔手下的一个臣子，但是他加入了教会。858年米海尔三世把反对他的依納爵一世逐走后佛提烏成为牧首。这在教会内部产生了分裂。虽然在861年在君士坦丁堡召开的教会会议上佛提烏的地位被确定，但是863年教宗尼各老一世宣布他非法。佛提烏主动进行的传教活动的成功更加加大了对牧首地位的争执和教宗与牧首之间地位关系的争执。
在佛提乌的指导下米海尔三世资助了西里尔对可萨人可汉的传教，目的是为了阻止犹太教在可萨人当中的传播。不过这次传教失败。863年米海尔三世又支持了对大摩拉维亚公国的传教。这次传教很成功。在这次传教的过程中用来书写斯拉夫语的格拉哥里字母被发明。由于米海尔三世怕鲍里斯一世会在法兰克人的影响下信奉罗马的基督教，他和巴尔达斯入侵保加利亚。在864年的和平条约中他们的条件之一是鲍里斯按照拜占庭仪式转化为基督教。
米海尔三世在统治期间稳定了拜占庭的经济。
米海尔三世和他的皇后没有子女，但是米海尔三世也不想冒险制造丑闻而与他的情人结婚。取而代之地他让自己的情人和他的首相巴西尔结婚。实际上米海尔三世和他的情人在一起过，而他的首相则和米海尔三世的姐姐泰克拉一起过。泰克拉本来被他关进修道院，此时又被他放出来了。巴西尔对米海尔的影响日益加大。866年他说服米海尔相信自己，认为巴尔达斯阴谋要推翻他，因此把巴尔达斯杀了。867年5月巴西尔被加冕为共治皇帝，并被比他年轻的米海尔收养为子。这个奇怪的举止可能是想此后让米海尔的情人，巴西尔的妻子的儿子利奥日后成为皇帝。一般认为利奥实际上是米海尔的儿子。
由于米海尔三世开始对其他人信任，使得巴西尔感到不安，因此他派人于867年9月把米海尔三世在睡觉的时候暗杀了。这样他本人就成为独治皇帝了。

## 家庭
米海尔三世与他的妻子没有子女，但是可能和他的情妇有一或两个儿子，其中包括皇帝利奥六世和牧首史蒂芬一世。此外他是保加利亚国王鲍里斯一世的教父。

## 腳註
1. ↑  Gjuzelev，130页
2. ↑  Bulgarian historical review（保加利亚历史回顾），33卷，1-4号，9页
3. ↑  Fine，118–119页